# سمر السباعي
سمر عبد المعين السباعي (مواليد 1965 في حمص) مهندسة مدنية وسياسية سورية شغلت منصب وزيرة االشؤون الاجتماعية والعمل في حكومة محمد غازي الجلالي من 23 أيلول 2024 إلى 10 كانون الأول 2024 بعد يومين من سقوط نظام الأسد.
قبل ذلك شغلت منصب رئيسة الهيئة السورية لشؤون الأسرة والسكان من 10 تشرين الأول 2021 إلى 23 أيلول 2024.
عملت مديرة للشؤون الاجتماعية والعمل في حمص من عام 2018 إلى 2021، وكما ملت مديرة للشؤون الاجتماعية والعمل في حمص من عام 2018 إلى 2021. عملت أيضاً مهندسة في مجلس مدينة حمص ومديرية الخدمات الفنية ومديرة للمكتب الهندسي في الاتحاد النسائي وشغلت منصب عضو مجلس إدارة في غرفة صناعة حمص.
حاصلة على إجازة في الهندسة المدنية من جامعة حمص (جامعة البعث سابقًا) في حمص عام 1990.